# Twist the Truth
Twist the Truth er det fjerde studiealbum fra den norske musiker Lene Marlin. Det blev udgivet den 30. marts 2009.
Den første single, "Here We Are", nåede to uger som nummer 1 på den norske hitliste, hvilket var første gange for en af Marlins sange siden 2003.
Marlin begyndte at arbejde på albummet sammen med Even "Magnet" Johansen i efteråret 2008. I juli 2008 havde adskillige norske hjemmeside annonceret, at hun var begyndt at indspille musik til Marlins fjerde album.
Ifølge en artikel i Dagbladet fra april 2009 har Twist the Truth solgt 17.000 eksemplarer siden udgivelsen. Albummet blev certificeret guld i Norge hvilket blev bekræftet på Marlins officielle Myspace-side.

## Spor
1. "Everything's Good" – 3:43
2. "Come Home" – 3:59
3. "Here We Are" – 3:26
4. "Story of a Life" – 3:01
5. "You Could Have" – 3:48
6. "I'll Follow" – 4:07
7. "Learned from Mistakes" – 5:46
8. "Have I Ever Told You" – 4:04
9. "Do You Remember" – 3:26
10. "You Will Cry No More" – 2:43

## Hitlisteplaceringer
| Chart (2009)                 | Peak position |
| ---------------------------- | ------------- |
| Italian Albums Chart         | 44            |
| Norwegian Albums Chart       | 3             |
| Taiwan G-Music Western Chart | 7             |
| Swedish Albums Chart         | 57            |
| Swiss Albums Chart           | 67            |